# Madron (Cornwall)
| \| Madron \|    |
| Lage von Madron |
| Madron          |

| Madron |

Madron ist ein Ort und eine Gemeinde im ehemaligen District Penwith der Grafschaft Cornwall in England. Die Gemeinde umfasst die Siedlungen Tredinnick, Lower Ninnes, New Mill, Newbridge und Tregavarah. Insgesamt grenzt sie an sieben Gemeinden des Districts.